# 廣東陳氏
廣東陳氏（韓語：광동 진씨），是一個本貫是中國廣東的朝鮮氏族，根據2015年的調査有2,397人。
始祖是明朝萬曆朝鮮之役時來自廣東的水軍總兵陳璘，1644年清代明後，他的孫陳泳素憑祖父的聯繫東渡朝鮮定居下來。